# Karina Aznavurián
Karina Borísovna Aznavurián –en ruso, Карина Борисовна Азнавурян– (Bakú, URSS, 20 de septiembre de 1974) es una deportista rusa que compitió en esgrima, especialista en la modalidad de espada.
Participó en tres Juegos Olímpicos de Verano, obteniendo en total tres medallas en la prueba por equipos, oro en Sídney 2000 (junto con Oxana Yermakova, Tatiana Logunova y Mariya Mazina), oro en Atenas 2004 (con Tatiana Logunova, Anna Sivkova y Oxana Yermakova) y bronce en Atlanta 1996 (con Yuliya Garayeva y Mariya Mazina).
Ganó una medalla de oro en el Campeonato Mundial de Esgrima de 2003 y dos medallas en el Campeonato Europeo de Esgrima, oro en 2004 y plata en 2002.

## Palmarés internacional
| Juegos Olímpicos   | Juegos Olímpicos         | Juegos Olímpicos  | Juegos Olímpicos   |
| Año                | Lugar                    | Medalla           | Prueba             |
| ------------------ | ------------------------ | ----------------- | ------------------ |
| 1996               | Atlanta (Estados Unidos) | Medalla de bronce | Espada por equipos |
| 2000               | Sídney (Australia)       | Medalla de oro    | Espada por equipos |
| 2004               | Atenas (Grecia)          | Medalla de oro    | Espada por equipos |
| Campeonato Mundial |                          |                   |                    |
| Año                | Lugar                    | Medalla           | Prueba             |
| 2003               | La Habana (Cuba)         | Medalla de oro    | Espada por equipos |
| Campeonato Europeo |                          |                   |                    |
| Año                | Lugar                    | Medalla           | Prueba             |
| 2002               | Moscú (Rusia)            | Medalla de plata  | Espada por equipos |
| 2004               | Copenhague (Dinamarca)   | Medalla de oro    | Espada por equipos |